# Nicholas Sparks
Nicholas Sparks (Omaha, Nebraska 31 de desembre de 1965) és un novel·lista estatunidenc, autor de diferents best-sellers en els quals barreja l'amor, la tragèdia i el destí amb el cristianisme. Diverses de les seves obres s'han portat al cinema i han estat traduïdes a moltes llengües, com ara The Notebook.

## Obra
- El quadern de Noah (1996)
- El missatge en una ampolla (1998)
- Un camí memorable (1999)
- El rescat (2000)
- Un revolt de la carretera (2001)
- Nits a Rodanthe (2002)
- The Guardian (2003)
- The Wedding (2003)
- Three Weeks with My Brother (2004)
- True Believer (2005)
- At First Sight (2005)
- Dear John (2006)
- The Choice (2007)
- The Lucky One (2008)
- The Last Song (2009)
- Safe Haven (2010)
- The Best of Me (2011)
- The Longest Ride (2013)

## Adaptacions cinematogràfiques
- Missatge en una ampolla (1999)
- Una passejada per recordar (2002)
- El quadern de Noah (2004)
- Nits de tempesta (2008)
- Estimat John (2010)
- The Last Song (2010)
- The Lucky One (2012)
- Safe Haven (2013)
- El millor de mi (2014)
- The Longest Ride (2015)